# Секст Элий Пет Кат
Секст Элий Пет Кат (лат. Sextus Aelius Paetus Catus; III—II века до н. э.) — римский военачальник и политический деятель из плебейского рода Элиев, консул 198 года до н. э., цензор 194 года до н. э. Был одним из выдающихся юристов своего времени.

## Биография
Секст Элий принадлежал к плебейскому роду, недавно начавшему своё возвышение; Петы были первой ветвью Элиев, вошедшей в состав сенаторского сословия. Согласно Капитолийским фастам, отец и дед Секста Элия носили преномены Квинт и Публий соответственно. О Квинте известно, что он состоял в жреческой коллегии понтификов, безуспешно претендовал на консулат в 217 году до н. э. и погиб при Каннах. Старшим братом Секста был Публий Элий Пет, консул 201 года до н. э..
Первые упоминания о Сексте Элии в сохранившихся источниках относятся к 200 году до н. э., когда он занимал должность курульного эдила. В 199 году до н. э. он был наряду с братом Публием одним из триумвиров по организации колонии в Нарнии, а в 198 году получил консульство, миновав при этом претуру. Его коллегой стал патриций Тит Квинкций Фламинин.
Путём жеребьёвки (историки спорят о том, проводилась ли она честно или была только инсценировкой) были распределены провинции: Пет получил Италию, а Фламинин — Македонию. После этого Секст Элий двинулся в Цизальпийскую Галлию, но там, по словам Ливия, «не совершил ничего, достойного упоминания». До конца года консул уговаривал жителей Плаценции и Кремоны, разбежавшихся из-за галльской угрозы, вернуться в свои города; известно также, что вопреки предписанию сената он отказался распустить армию предыдущего наместника, Луция Корнелия Лентула, так что под началом Секста Элия было две армии.
В 194 году до н. э. Секст Элий был цензором совместно с патрицием Гаем Корнелием Цетегом. Во главе списка сенаторов эти цензоры поставили Публия Корнелия Сципиона Африканского, бывшего тогда консулом. По инициативе последнего Цетег и Пет выделили для сенаторов особые места на играх, что вызвало большое недовольство плебса.

## Интеллектуальные занятия
Секст Элий имел репутацию «лучшего знатока гражданского права». В связи с этим Квинт Энний назвал его хитроумнейшим (catus), и это определение стало частью имени Секста Элия. Он был одним из первых юридических писателей Рима: в одном из трактатов Цицерона упоминается дискуссия двух выдающихся правоведов и ораторов, Сервия Сульпиция Гальбы и Публия Лициния Красса Муциана, в которой последний «приводил в подтверждение своих слов записки Секста Элия». Пет Кат составил первый комментарий к Законам двенадцати таблиц — Tripertita (известен также как Ius Aelianum). Это древнейшая работа в жанре комментария, известная из римской юриспруденции.